# Johnson megye (Texas)
Johnson megye az Amerikai Egyesült Államokban, azon belül Texas államban található. Megyeszékhelye Cleburne, legnagyobb városa Burleson. Lakosainak száma 179 927 fő (2020. április 1.). Johnson megye Tarrant, Ellis, Hill, Bosque, Somervell, Hood és Parker megyékkel határos.

## Népesség
A megye népességének változása:
| Lakosok száma | 33 819 | 34 460 | 126 811 | 151 302 | 151 989 | 153 341 | 154 707 | 159 990 | 179 927 |
|               | 1900   | 1910   | 2000    | 2010    | 2011    | 2012    | 2013    | 2015    | 2020    |